# Ingeris
Ingeris (finska: Inkere) är en by och tätort i S:t Bertils i Salo i det finländska landskapet Egentliga Finland. Fram till slutet av 2008 var Ingeris S:t Bertils kommuns administrativa centrum. Kommunen uppgick i Salo stad den 1 januari 2009. Förutom kommunförvaltningen fanns en stor del av S:t Bertils kommuns tjänster i Ingeris. Numera finns det en matbutik, finsk grundskola, bibliotek, sportplan och hälsostation i Ingeris.
I Ingeris finns även Ingeris gård. Gårdens historia sträcker sig tillbaka till medeltiden.